# Kungur (grad)
Kungur je grad na jugoistoku Permskog kraja u Rusiji. Središte je Kungurskog okruga.
Broj stanovnika: 76.600 
Površina: 68.7 km²
Ovo je stari ruski grad, s povijesnom arhitekturom. Trgovinsko je, industrijsko i prijevozno središte. Prvi je europski grad na Transsibirskoj željeznici.
Nedaleko Kungura se nalazi slavna Kungurska ledena špilja.